# 坂の途中の家
『坂の途中の家』（さかのとちゅうのいえ）は、角田光代の小説。『週刊朝日』2011年12月23日号から2013年1月4日・11日合併号まで連載され、2016年1月7日に朝日新聞出版から刊行された。裁判員制度を題材に、補充裁判員に選出され30代母親による乳児虐待死事件を担当することとなった2歳の女児を持つ専業主婦の心理を描いたサスペンス。
2018年12月7日には朝日文庫より文庫化された。
WOWOWの「連続ドラマW」でテレビドラマ化され、2019年4月27日から6月1日まで放映された。

## あらすじ
山咲里沙子は、三歳の娘・文香と夫と三人で平穏な日々を送っていた。
そんな時、裁判所から刑事事件の裁判員候補者に選ばれたという通知が届く。対象となる事件は、里沙子と同じ年頃の専業主婦の母親・安藤水穂が、生後八ヶ月の娘を浴槽に落として虐待死させたという衝撃的な事件だった。裁判所での面談を経て、里沙子は、裁判員の誰かが急病などで欠席せざるを得ないとき、代わりに裁判員を務める「補充裁判員」に選ばれた。 同じ子供を持つ母として、我が子を殺めた水穂に嫌悪感を抱く里沙子だが、裁判の開廷後、徐々に安藤水穂という被告自身の境遇に自らの過去の記憶を重ねていくことになる。

## 登場人物
山咲里沙子（やまさき りさこ）
専業主婦。夫と娘との三人暮らし。
裁判員裁判の補充裁判員に選ばれ、担当となった裁判で我が子を虐待死させた母親と自分の経験を照らし合わせるうち、蓋をしていた過去の辛い出来事を思い出すようになる。
山咲陽一郎（やまさき よういちろう）
里沙子の夫。
家具や内装の設計事務所に勤めていて、残業や飲み会で帰宅が遅くなることも多いが、早く帰ってきた時には文香を風呂に入れてやったりもする。
山咲文香（やまさき あやか）
里沙子と陽一郎の一人娘。
第一次反抗期（イヤイヤ期）の2歳児で、たびたび里沙子の手を焼かせている。
芳賀六実（はが むつみ）
里沙子と同じ裁判の裁判員。
安藤水穂（あんどう みずほ）
乳幼児虐待死事件の裁判の被告。
安藤寿士（あんどう ひさし）
水穂の夫。
穂高真琴（ほだか まこと）
寿士の友人。大学時代の恋人。
子育てに悩む水穂のことを寿士から相談されていた。
安藤邦枝（あんどう くにえ）
寿士の母。
寿士から頼まれ水穂の手伝いに訪れていたが、途中から拒まれるようになった。
篠田さかえ
里沙子のママ友。
紀谷有美枝（きたに ゆみえ）
水穂の大学時代の友人。
寿士から水穂の相談に乗ってやってほしいと頼まれていたが、独身の自分に子育ての悩みはわからない、と断っていた。
安田則子
水穂の母。

## 書誌情報
- 角田光代 『坂の途中の家』
  - 単行本：朝日新聞出版、2016年1月7日発売[3]、ISBN 978-4-02251345-8
  - 文庫：朝日文庫、2018年12月7日発売[4]、ISBN 978-4-02264908-9

## テレビドラマ
WOWOWの「連続ドラマW」枠で2019年4月27日から6月1日まで毎週土曜日22時から23時に放送された。全6話。主演は柴咲コウ。柴咲はMuseK名義で主題歌も担当している。
テレビドラマ版では、原作にはなかった裁判官や裁判員のそれぞれの家庭の事情や裁判によって巻き起こる波紋も描かれている。

### キャスト
- 山咲里沙子 - 柴咲コウ
- 山咲陽一郎 - 田辺誠一
- 山咲文香 - 松本笑花
- 芳賀六実 - 伊藤歩
- 芳賀直人 - 窪塚俊介
- 安藤寿士 - 眞島秀和
- 松下朝子 - 桜井ユキ
- 木崎麻衣 - 柳英里紗
- 松下忠宏 - 水間ロン
- 山田和貴 - 松澤匠
- 山田牧子 - 玄理
- 近藤雄介 - 大沢健
- 児童福祉司・新庄 - 西田尚美
- 安藤邦枝 - 倍賞美津子
- 三沢富路子 - 高畑淳子
- 安田則子 - 長谷川稀世
- 穂高真琴 - 佐藤めぐみ
- 但馬健一郎 ‐ 大河内浩
- 青沼隆宏 - 利重剛
- 篠田さかえ - 酒井美紀
- 池上実千花 - 滝沢沙織
- 山咲和彦 - 光石研
- 山咲里子 - 風吹ジュン
- 安藤水穂 - 水野美紀

### スタッフ
- 原作 - 角田光代『坂の途中の家』
- 脚本 - 篠﨑絵里子
- 音楽 - 山口由馬
- 主題歌 - MuseK 「silence」
- 監督 - 森ガキ侑大
- 法律監修 - 國松崇
- 刑務監修 - 加藤正明
- 裁判指導 - 吉開多一
- 警察監修 - 石坂隆昌
- プロデュース - 岡野真紀子、黒沢淳、金澤友也
- 製作著作 - WOWOW、テレパック

### 受賞歴
- 2019年日本民間放送連盟賞 テレビドラマ種目 優秀賞[5]

| WOWOW 連続ドラマW 土曜オリジナルドラマ                   | WOWOW 連続ドラマW 土曜オリジナルドラマ  | WOWOW 連続ドラマW 土曜オリジナルドラマ              |
| 前番組                                                   | 番組名                                  | 次番組                                              |
| -------------------------------------------------------- | --------------------------------------- | --------------------------------------------------- |
| 東野圭吾「ダイイング・アイ」 （2019年3月16日 - 4月20日） | 坂の途中の家 （2019年4月27日 - 6月1日） | ミラー・ツインズ Season2 （2019年6月8日 - 6月29日） |